# 施密特-別漢稜鏡

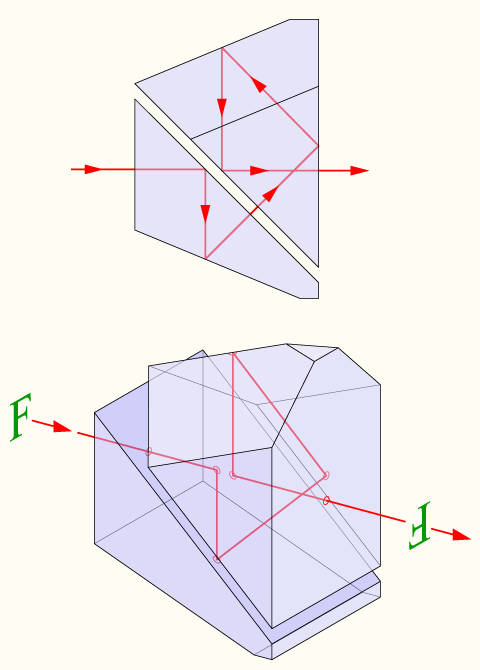
A施密特-別漢稜鏡，
側視圖（上）和立體圖（下）。

施密特-別漢稜鏡（英語：Schmidt–Pechan prism）是一種光學稜鏡，可以讓影像做180°的旋轉，通常用在雙筒望遠鏡內做為"圖像架設系統"。
這個稜鏡組由兩個被空氣隙分離的玻璃稜鏡組成，多次的全反射造成影像在垂直方向的翻轉，在第二個稜鏡的"屋頂" 將影像做了側向的翻轉，一起導致影像180°的旋轉。影像的旋向性沒有改變。
與雙普羅稜鏡的設計比較，施密特-別漢稜鏡更為緊密。但是，大量的反射和空氣隙造成的損失也比其他設計為多，因為有些角度是小於全反射的臨界角，這些表面還需要光学镀膜處理來提高全反射的效率。
多次的全反射也會造成光的偏極化，導致光在相位上的落後，與菲涅耳菱形造成的效果相似，必須由特別的相位補正鍍膜來抑制，以避免對影像產生不必要的干涉現象。